# Тален, Ингела
Ингела Анита Тален (швед. Ingela Anita Thalén; род. 1 октября 1943, Гётеборг) — шведский политик и общественный деятель, в разные годы бывшая депутатом шведского парламента, а также министром нескольких Правительств Швеции.

## Политическая деятельность
С 1983 по 1987 год Ингела Тален была членом муниципального и председателем муниципального совета в стокгольмском пригороде Ерфелла.
С 1988 по 2004 год Тален была депутатом шведского парламента от Социал-демократической партии Швеции. 
В 1987 по 1990 год она была министром труда и занятости в правительстве Ингвара Карлссона.

С 1990 по 1991 год, с 1994 по 1996 и с 1999 по 2002 Тален была министром социального обеспечения.
В 1996–1999 годах Ингела Тален была партийным секретарем социал-демократов.
В декабре 2013 года Тален была выбрана аудитором в муниципалитете Вердмё.
С 2005 по 2009 год Ингела Тален была председателем шведской некоммерческой общественно-политической организации по правами детей BRIS.